# フランスチェス選手権
フランスチェス選手権（The French Chess Championship、原語＝Championnat de France d'échecs/シャンピオナ・ドゥ・フランス・デシェック）はフランスチェス連盟の主催で、毎年行われるフランス国内のチャンピオンを決める大会である。

## 解説
前身となるトーナメントは1880年、パリ市内に1681年創業のカフェであるカフェ・ドゥ・ラ・レジャンスで開催された。また1903年にはアキテーヌ地方の街アルカション、1914年にはリヨンにてアマチュア選手権が開催されたがフランスチェス連盟が発足したのは1921年なので連盟の記録には残っておらず非公式の大会である。
なおリヨン大会は同年7月31日に最終戦が行われその翌日の8月1日に第一次世界大戦への総動員法が施行されたため閉会式は中止になった。
公式の大会として最初に記録されているのは1923年にパリで行われた第1回大会でこの時の参加者は僅か4人であり2ラウンド制で行われた。
翌年の第2回大会では参加者が13人と増えトーナメント形式となる。
第二次世界大戦の影響で1939年と1944年の大会は行われなかったが1945年には大会を再開。 以降現在までフランス各都市で会場持ち回り制で計96回の大会が開催されている。
現時点のレギュレーションは16人によるノックアウトトーナメントで3位決定戦も行われる。
大会最多優勝は1997年に僅か14歳にしてグランドマスターの称号を得たエティエンヌ・バクロで、1999年の第74回大会から2003年の第78回大会までの5連覇を含む8回の優勝を誇る。